# Стара залізниця
Стара залізниця — велосипедна стежка в Польщі, Західнопоморське воєводство.

## Курс
Протяжність маршруту, залежно від обраного варіанту, становить 192 або 201 км. Його найновіша частина була побудована в 2020 році. Загалом він проходить по осі північ-південь, утворюючи подовжену Y. Його перший етап має два варіанти, що сходяться в Білогарді: від Колобжега через Ґосціно та Карліно (етап І, 55 км) або від Мельно через Кошалін (етап IA, 46 км). Другий етап веде від Бялогард до Злоценець і має довжину 69 км. Третій етап починається в Злоценець і веде через Валч до Скшатуша.
Стежка є поперечною, показує різноманітні ландшафти Західної Померанії, характерні для цього регіону: види на Балтійське море, морени Швайкарії Полчинської, озерні райони та річкові долини, а також великі густі лісові комплекси. Більшість доріг на стежці покриті асфальтом, решта переважно бруківкою та гравієм.

## Етапи

### I стадія
Стежка ще не промаркована (2021). Початок — біля причалу в Колобжегу. Маршрут пролягає переважно ділянками велодоріжок, а від Зеленево є асфальтована велодоріжка, розмічена на колишній залізничній колії. Від Карліно до Бялогард (2021) немає інфраструктури.

### ІА стадія
Початок біля пам'ятника моржу в Мельно. Маршрут пролягає велосипедними доріжками через Кошалін до Стшекеціна, а потім місцевими асфальтованими дорогами. Ділянка Wronie Gniazdo — Żeleźno має ґрунтове покриття. Інфраструктури на даний момент (2021) досі немає.

### II етап
Від залізничної станції в Бялогарді стежка веде місцевими асфальтованими дорогами. За Rąbin вона веде до провінційної дороги № 152. Відтепер траса має асфальтне покриття, збудоване у 2020 році, а також численні зони відпочинку. Він пролягає вздовж колишньої залізничної лінії № 421 Свідвін — Полчин-Здруй, через оздоровчий курорт у Полчині та привабливі мальовничі території Дравського ландшафтного парку. Місця відпочинку найчастіше розташовані в межах колишніх вокзалів. По дорозі є пляжі, ресторани та житло. Пам'яткою є перехрестя із залишками недобудованого шосе т. зв берлінки. Кінець ділянки знаходиться в Злоценці.

### III стадія
Цей етап проходить місцевими та ґрунтовими дорогами, частково важкопрохідний. Планується будівництво приблизно 30 км велосипедних доріжок на колишніх залізничних лініях між Вержувом і Валчем.

## Галерея

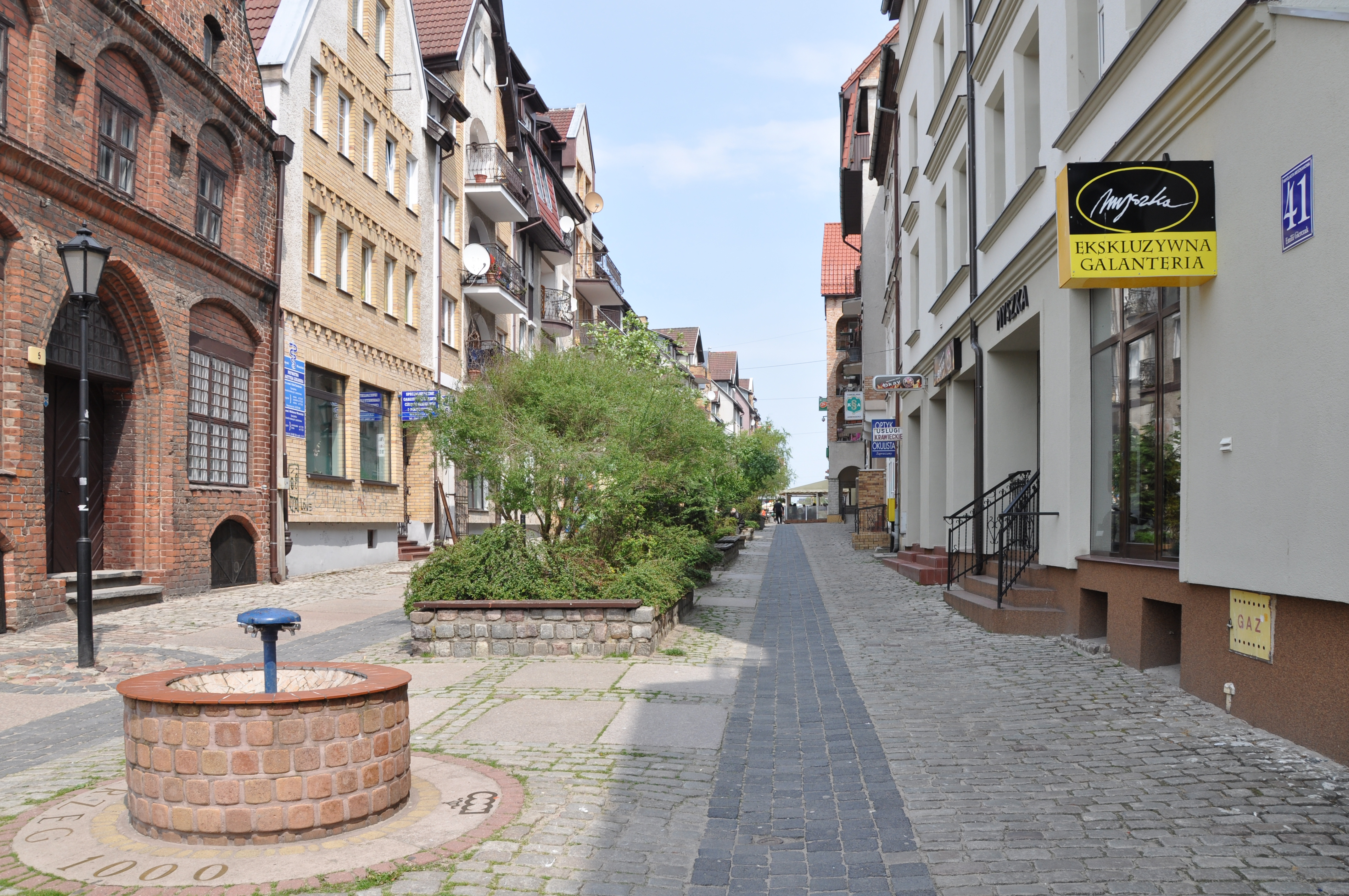
Старе місто, Кельн
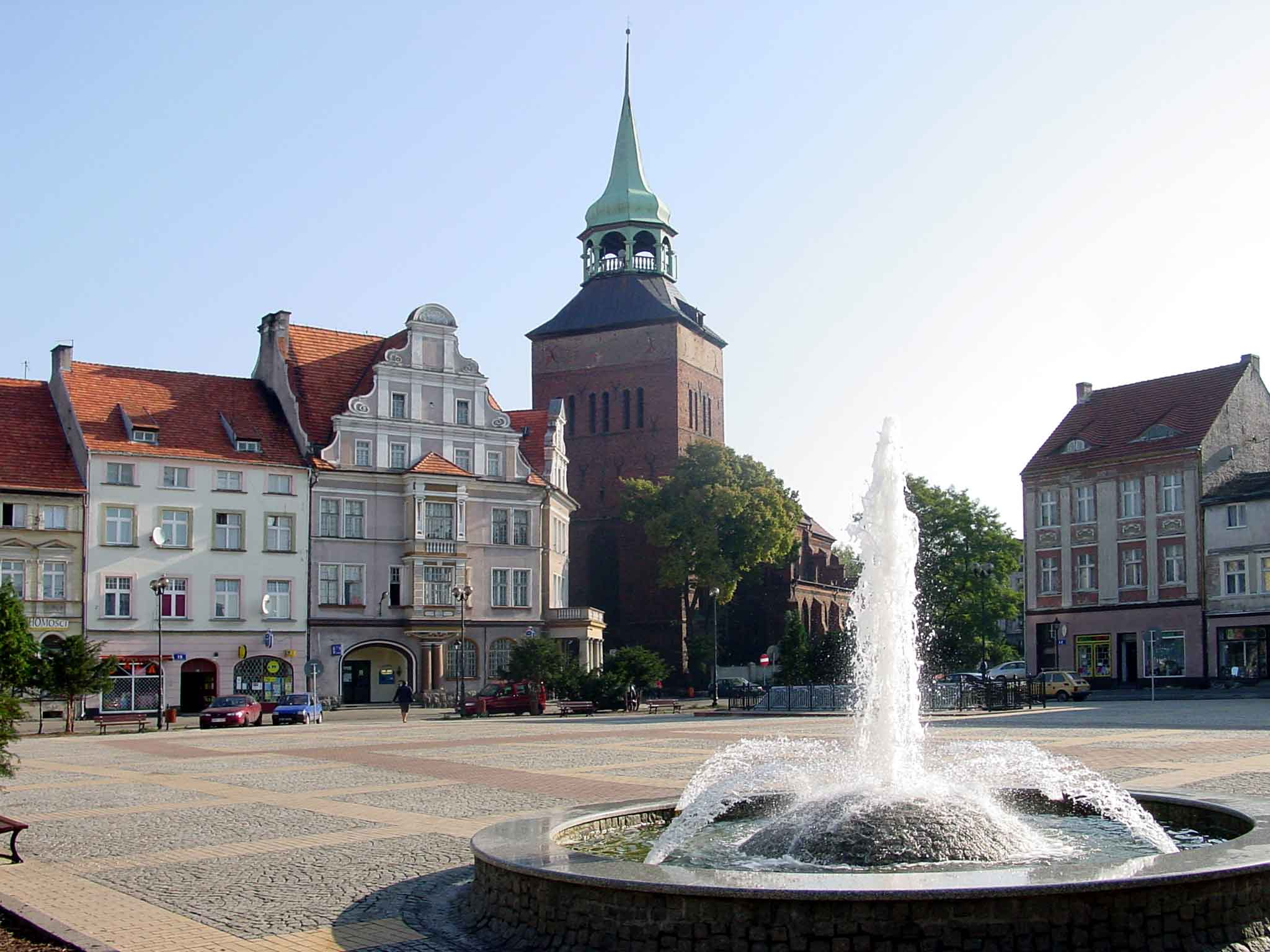
Ринкова площа в Бялогарді
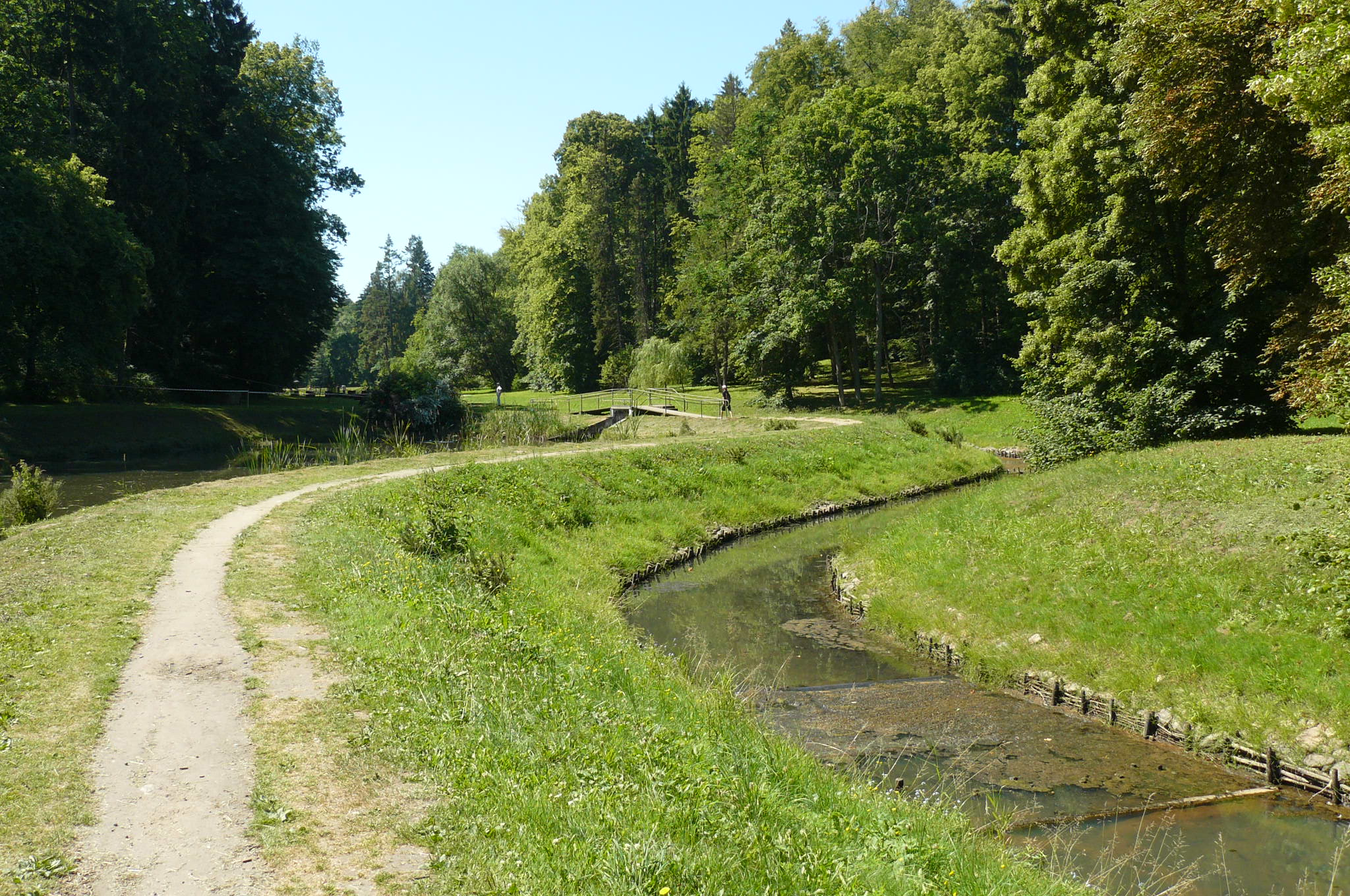
Валютний парк, Полчин (Вогра)
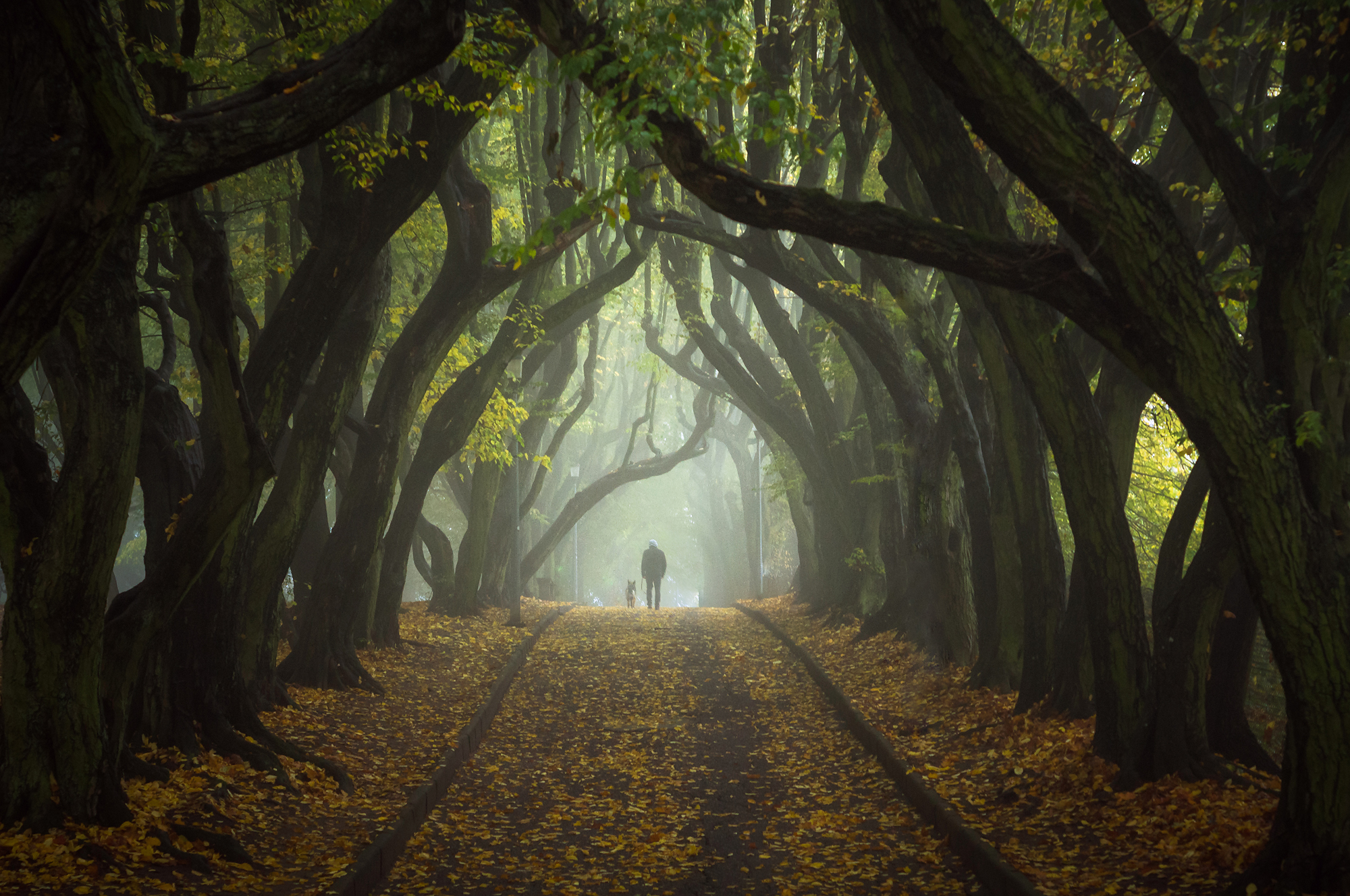
Грабова алея, Злоценець
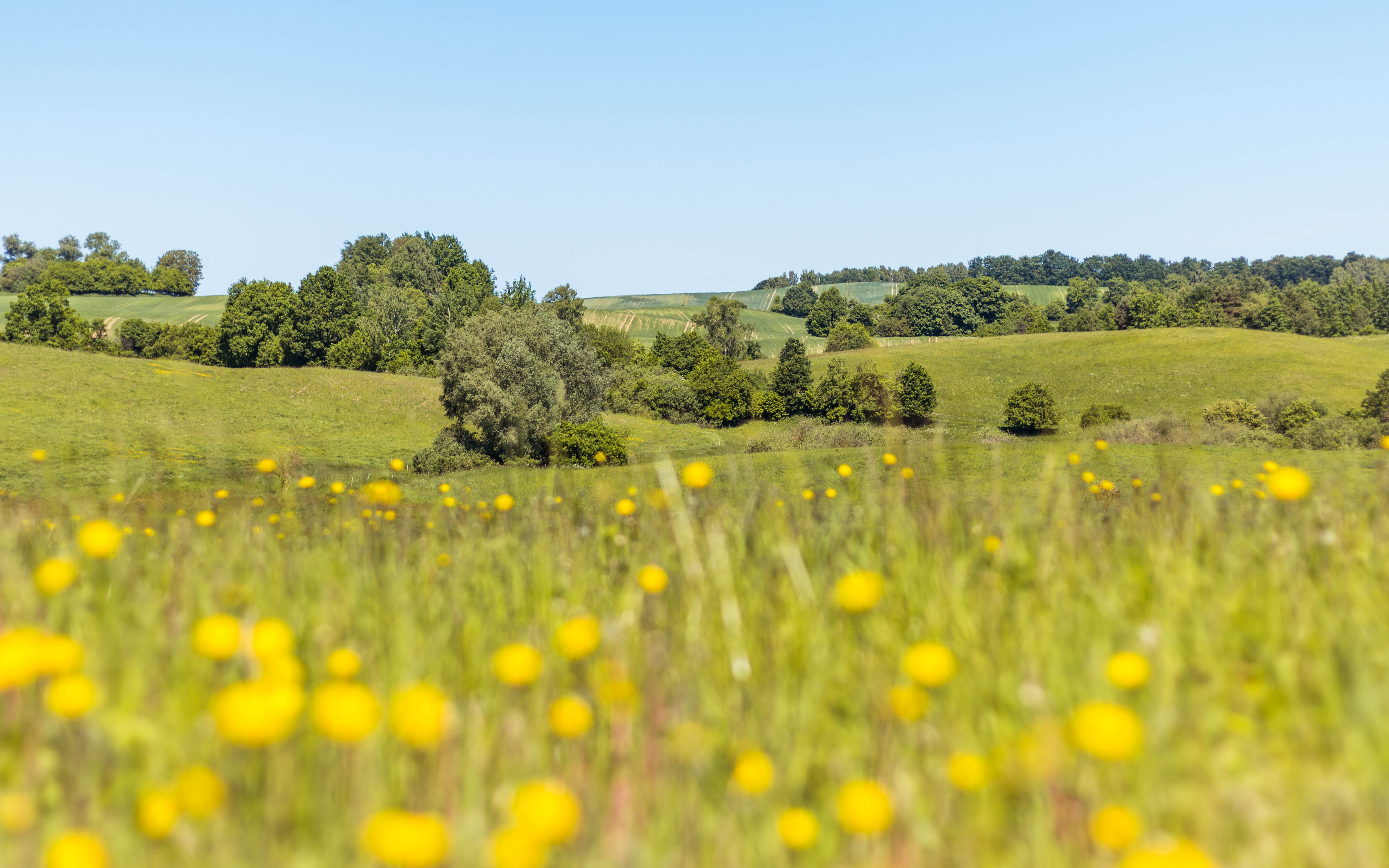
Намалювати ландшафтний дизайн парку